# أودرويسك (باد كاليه)
أودرويسك، باد كاليه (بالفرنسية: Audruicq)‏ هي بلدية تقع في إقليم باد كاليه من منطقة نور با دو كاليه في شمال فرنسا. تبلغ مساحة هذه المدينة 14.44 (كم²)، وترتفع عن سطح البحر 10 م، يبلغ عدد سكانها 4741 نسمة حسب إحصاء المعهد الوطني للإحصاء والدراسات الاقتصادية سنة 2009 م. وترأس Nicole Chevalier البلدية خلال فترة (2008-2014).